# جاناتان کانتیانا
جاناتان کانتیانا (انگلیسی: Jonathan Cantillana؛ زادهٔ ۲۶ مهٔ ۱۹۹۲) بازیکن فوتبال اهل دولت فلسطین است.
وی همچنین در تیم ملی فوتبال فلسطین بازی کرده است.